# Хольц, Августа
Августа Хольц (англ. Augusta Holtz; 3 августа 1871 — 21 октября 1986) — немецко-американская долгожительница, старейший живущий человек среди верифицированных с 16 февраля 1985 года до своей смерти.

## Биография
Аугуста Луиза Хольц родилась 3 августа 1871 года и стала третьим ребёнком Майкла Хоппе (1839—1918) и его жены Глеб Генриетт (1832—1922). Августа была крещена в прусской (ныне польской) провинции Познань. Согласно записи о крещении, она была рождена 3-го августа, а крещена 28 августа 1871 года. Её родители поженились 15 апреля 1866 года. Церковные книги говорят, что у Августы были две старшие сестры и младший брат. В 1873 году семья эмигрировала в США. Её отец владел фермой рядом с городом Трой, штат Иллинойс. Она вышла замуж в 1900 году за Эдварда Хольца. В браке у неё было четверо детей. Августа овдовела в 1922 году. 
В возрасте 109 лет Хольц переехала в дом престарелых в штате Миссури, где позже и умерла.

## Долголетие
По словам её внучки, у Августы не было свидетельства о рождении, которое подтвердило бы её возраст, поэтому она не была занесена в Книгу рекордов Гиннесса. Однако в 2012 году её верифицировала исследовательская группа геронтологии, и она была посмертно признана старейшим живущим человеком после смерти Мэтью Бирда 16 февраля 1985 года. С 14 мая 1985 года до 11 мая 1990 года она была старейшей женщиной в истории. Она была первой женщиной, достигшей возраста 114 лет и первым человеком, достигшим возраста 115 лет. Её рекорд 115 лет и 79 дней был впервые побит Жанной Кальман, после Жанны Кальман ещё около 30 человек смогло пережить Августу.
Августа Хольц является старейшим человеком, который родился в Польше.

## См.также
- Список старейших людей в мире
- Список старейших женщин